# Superdiv
Superdiv je zvijezda iz klase najvećih i najsvjetlijih poznatih zvijezda. Superdivovi mogu biti do 500 puta većeg promjera od Sunca, te nekoliko tisuća puta svjetliji. Superdivovi mogu biti svih spektralnih tipova, a najčešće završavaju kao supernove. Primjer: Antares.

## Poveznice
- Divovska zvijezda
- Crveni div
- Crveni superdiv
- Plavi superdiv
- Hiperdiv